# اسپاسویه بولاییچ
اسپاسویه بولاییچ (انگلیسی: Spasoje Bulajič؛ زادهٔ ۲۴ نوامبر ۱۹۷۵) یک بازیکن فوتبال اهل اسلوونی است. از باشگاه‌هایی که در آن بازی کرده‌است می‌توان به باشگاه فوتبال کلن و باشگاه فوتبال ماریبور اشاره کرد.
وی همچنین در تیم ملی فوتبال اسلوونی بازی کرده و عضو این تیم در جام ملت‌های اروپا ۲۰۰۰ و جام جهانی فوتبال ۲۰۰۲ بوده است.